# Набиль Кока, Ахмед
Ахмед Набиль Ашур Абделаал (араб. أَحْمَد نَبِيل عَاشُور عَبْد الْعَال‎; род. 4 июля 2001, Египет), более известный как Ахмед Набиль Кока (англ. Ahmed Nabil Koka) — египетский футболист, опорный полузащитник клуба «Аль-Ахли» и сборной Египта.

## Клубная карьера
Кока — воспитанник клуба «Аль-Ахли». 21 ноября 2020 года в поединке Кубка Египта против «Абу Каир Семад» Ахмед дебютировал за основной состав. 21 апреля 2021 года в матче «Смуха» он дебютировал чемпионате Египта. Начиная с 2022 года игрок получил несколько тяжелых травм.

## Международная карьера
В 2024 году Кока в составе олимпийской сборной Египта принял участие в Олимпийских играх в Париже. На турнире он сыграл в матчах против команд Узбекистана, Испании, Парагвая, Франции и Марокко. В поединке против узбеков Ахмед забил гол.
26 марта 2024 года в товарищеском матче против сборной Хорватии Кока дебютировал за сборную Египта.

## Достижения
Клубные
 «Аль-Ахли»
- Победитель чемпионата Египта: 2022/23
- Обладатель Кубка Египта (2): 2021/22, 2022/23
- Обладатель Суперубка Египта (2): 2023/24
- Победитель Лиги чемпионов КАФ (3): 2020/21, 2022/23, 2023/24